# Стойчо Дачев
Стойчо Дачев Стойчев, наречен Крилат Стойчо, е български революционер, войвода на Вътрешната македоно-одринска революционна организация.

## Биография
Стойчо Дачев Стойчев е роден на 10 февруари 1872 година в ортакьойското село Гьокче бунар, тогава в Османската империя, днес Сив кладенец, България. Влиза във ВМОРО и е избран за войвода на Гьокчебунарската смъртна дружина. През 1902 г. Константин Антонов, ръководител на Западнотракийския революционен район на ВМОРО пристига в село Сив кладенец и създава канал за пренасяне на оръжие за действащите чети в района. Изпратени са войводите Таню Николов, Марин Чолаков и Димо Николов, които посещават селото и създават революционна организация. В дома си Стойчо Дачев посреща Таню войвода и пред него и четниците му дава клетва за вярност и става член на ВМОРО през пролетта на 1902 г. Заедно организират акции и атентати в подкрепа на Илинден-преображенското въстание, но то е потушено. След Янковата афера на 26 декември 1904 г. са арестувани 276 българи. На 30 януари 1905 г. в затвора са пратени 80 души начело с ръководителя им Атанас Грозев Калбуров. Стойчо Дачев бяга в планината, тъй като е преследван. Четник е при Димо Николов и Александър Александров, като изпълнява и куриерски задачи. На 25 март 1905 г. като куриер е изпратен в Одрин при окръжния ръководител Петър Васков с писмо за облекчаване тежкото положение на затворниците и за инструкции. След изпълнението на задачата е арестуван, но по пътя успява да избяга и през нощта пеша се прибира в село Сив кладенец. Укрива се през деня, но нощува в дома си. Една вечер домът му е обграден от турски аскер и стражари и на разсъмване с револвер и бомба Стойчо скача от втория етаж на къщата си, но остава незабелязан и успява да избяга в планината. За това е наречен „Крилат Стойчо“. По-късно е предаден от воденичаря в съседното село Мандрица, след като търси храна и подслон една вечер. Разпитан от Каймакамина на село Мандрица още същата вечер, той е арестуван и осъден на смърт. Пазен от двама стражари през нощта в едно кафене, успява да избяга. Скитайки се с други преследвани революционери като него от Османската власт, той създава местна чета, на която става войвода. Като войвода пише писмо до Каймакамина на Ивайловград да освободи арестуваните в затвора и той му се подчинява. Така настъпва относително спокоен период за населението в района.
При избухването на Балканската война в 1912 година е доброволец в Македоно-одринското опълчение.
Умира през 1971 г., на 99 години в родното си село, погребан с опълченската си униформа и отличия.